# Acorus gramineus
Il piccolo calamo (Acorus gramineus Aiton, 1789) è un'erba palustre della famiglia delle Acoraceae, leggermente più piccola di Acorus calamus.

## Distribuzione e habitat
La specie è diffusa nell'Asia sud-orientale (Bangladesh, Birmania, Cambogia, Cina, Corea, Filippine, Giappone, Himalaya, Laos, Taiwan, Thailandia, Tibet, Vietnam).
Cresce in luoghi umidi, come stagni e paludi.

## Usi
Della pianta si usa il rizoma per le sue proprietà stomachiche e toniche.
La cultivar Acorus gramineus "Variegatus" è una varietà orticola che mantiene il profumo intenso del rizoma  e può essere usata allo stesso modo.